# Phaeaphodius kiulungensis
Phaeaphodius kiulungensis är en skalbaggsart som beskrevs av Vladimir Balthasar 1932. Phaeaphodius kiulungensis ingår i släktet Phaeaphodius och familjen Aphodiidae. Inga underarter finns listade i Catalogue of Life.